# Pietro Longhi
Pietro Longhi, vlastním jménem Pietro Falca (5. nebo 15. listopad 1701 nebo 1702 Benátky – 8. květen 1785 Benátky), byl italský malíř, jeden z hlavních představitelů benátského rokoka. Zpočátku maloval fresky a oltářní obrazy, ale jeho hlavní tvorba spočívala v žánrové malbě, v níž se stal „vypravěčem“ každodenního života v rodných Benátkách.

## Životopisná data
Malíř Pietro Falca, který po roce 1733 své obrazy podepisoval jako „Longhi“, se narodil v rodině benátského stříbrníka a obchodníka se stříbrem Alessandra Falcy a jeho manželky Antonie. V dětství na sebe upozornil kresbami, které jeho otce vedly k rozhodnutí, poslat syna na školení k veronskému malíři Antonio Balestrovi (1666–1740). Protože Pietro Falca nevynikal v monumentální malbě, Balestra mu doporučil, aby pokračoval ve školení u boloňského malíře Giuseppe Marii Crespiho (1665–1747), který byl jedním z hlavních představitelů barokní žánrové malby, pro niž čerpal podněty z obrazů holandských malířů té doby. Do Benátek se Falca, alias Longhi, vrátil před rokem 1732, neboť z uvedeného roku je znám jeho první oltářní obraz nazvaný Umučení sv. Pellegrina pro stejnojmenný benátský kostel. Ve stejném roce se Pietro Longhi oženil s Caterinou Marií Rizzi, která mu porodila jedenáct dětí. Jen tři se však dožily dospělosti. Mezi přeživšími byl i jeho prvorozený syn Alessandro, který se později stal významným benátským portrétistou. V roce 1734 Longhi dokončil freskovou výzdobu stěn a stropu schodiště v Palazzo Morosini Sagredo na téma Pád Titánů. Na stěnách zobrazil nahé postavy padajících rebelů v nemotorných pozicích.

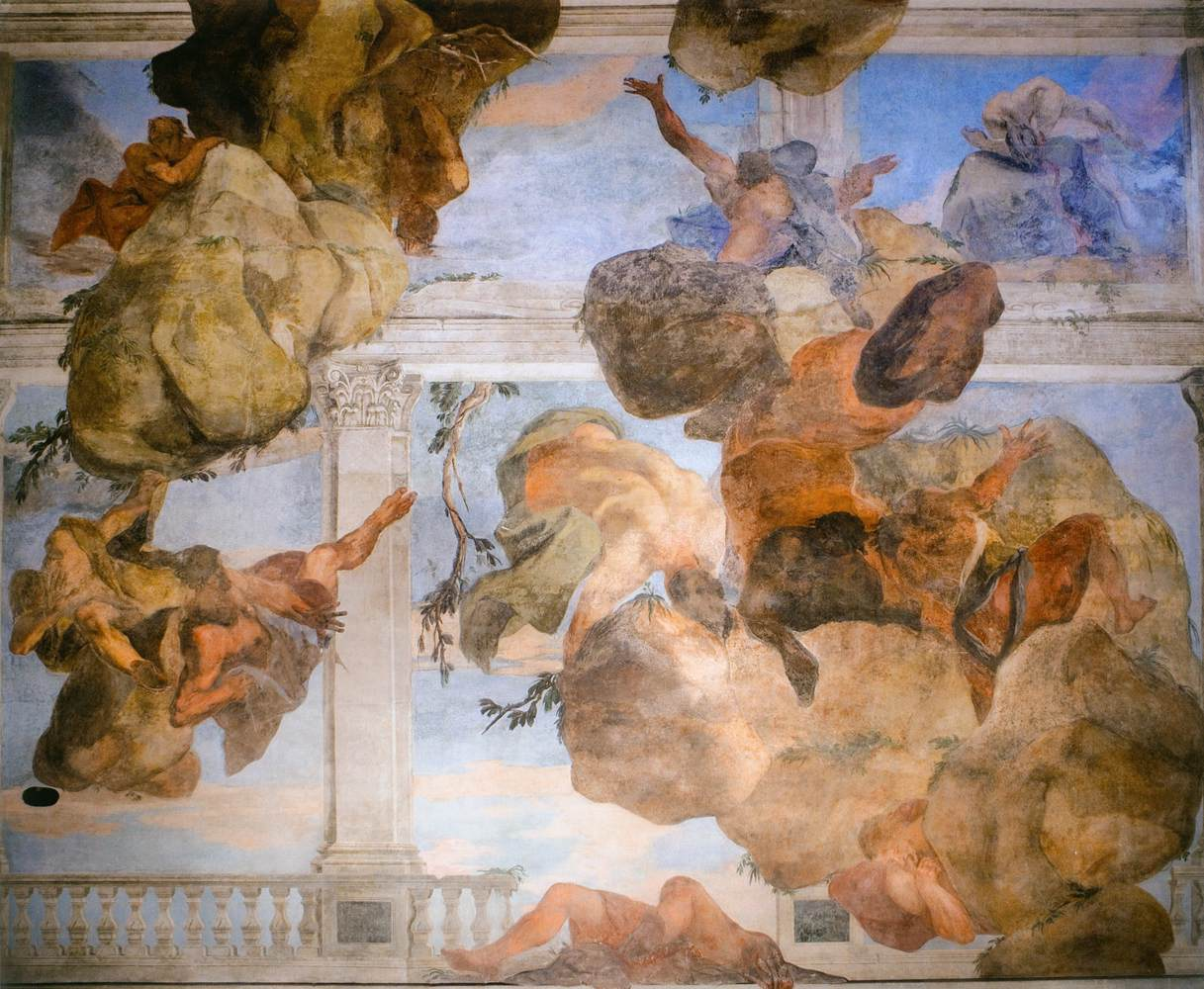
Pád Titánů (1734, Palazzo Morosini Sagredo, Benátky)

Fresky však nebyly benátskou veřejností přijaty pozitivně, což byl jeden z důvodů, proč se v následujících letech Longhi věnoval přednostně malbě malých žánrových obrazů zachycujících každodenní život v Benátkách. Na rozdíl od Canaletta (1697–1768) a Francesca Guardiho (1712–1793), kteří nám zachytili atmosféru významných benátských budov, Pietro Longhi nám ve svých žánrových obrazech zobrazil život benátských šlechtických rodin v prostorách jejich paláců. V roce 1737 se Longhi stal členem benátského cechu malířů zvaného Fraglia. V té době začal malovat maloplošné obrazy s tematikou pastorálních scén či z interiérů selských stavení. Po roce 1740 upřednostnil pohled do patricijských paláců, který se pak stal hlavním tématem jeho žánrových obrazů. Ty byly namalovány jemnými tahy štětce, kterými na plátno nanášel až pastelové odstíny jednotlivých barev s nápadnou luminiscencí. K této technice malby se Longhi přiklonil pod vlivem pastelů benátské malířky Rosalby Carriera (1675–1757).

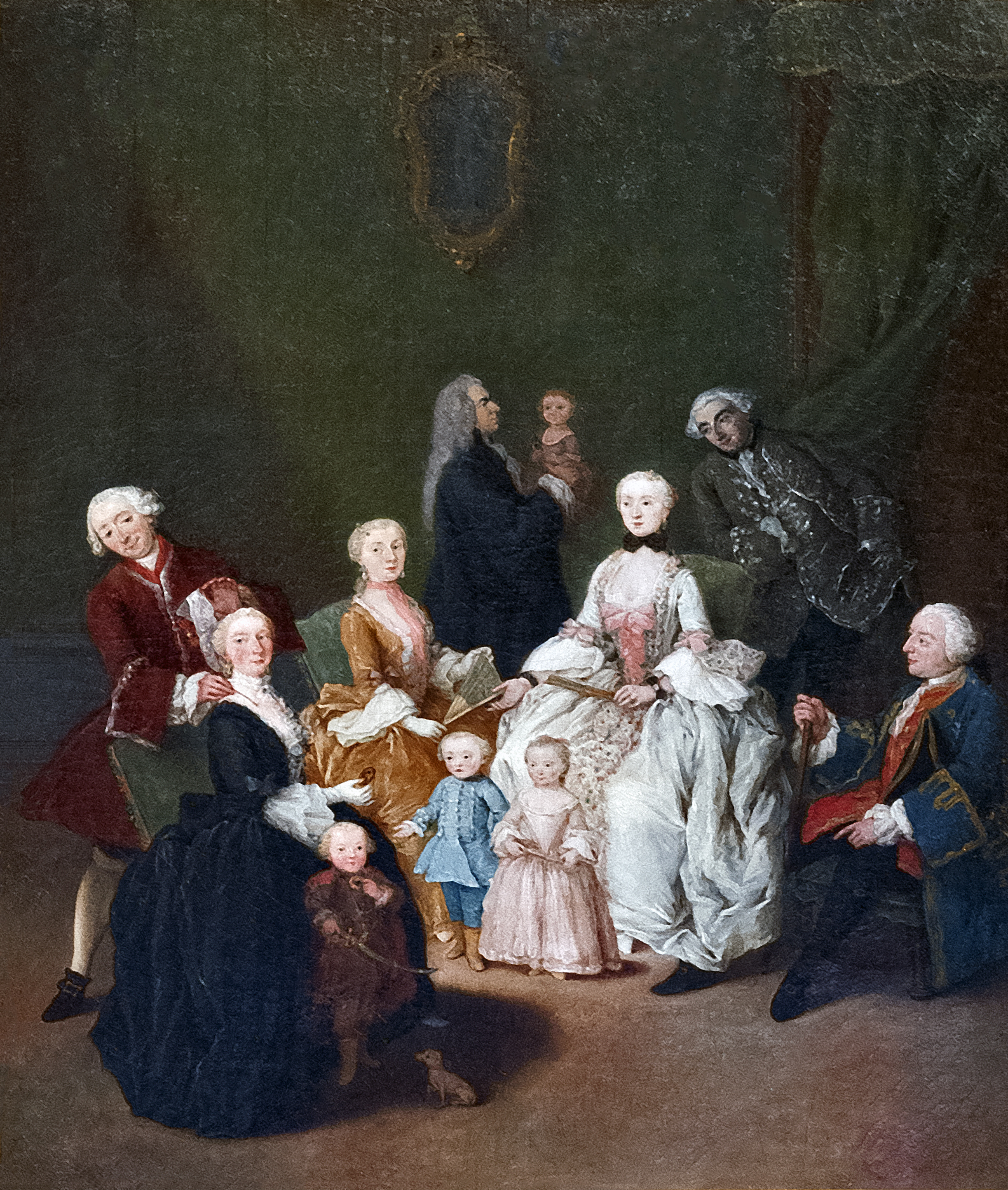
Portrét patricijské rodiny (asi 1755, Ca´Rezzonico, Benátky)

Současně se snažil přiblížit se francouzským galantním scénám Antoina Watteaua (1684–1721) a Françoise Bouchera (1703–1770), prostým výjevům z rodinného života, jak je zachytil Jean Siméon Chardin (1699–1779), ale i kritice společenských zlořádů v obrazech anglického malíře Williama Hogartha (1697–1764). Longhi si tak vytvořil osobitý styl, v němž postavy pózují jako loutky. Vznikaly tak scény z každodenního života, čímž se malíř stal velmi oblíbeným kronikářem rokokových Benátek. Pózující postavy na jeho obrazech připomínaly herce při divadelním představení, pro což měl blízko ke svému příteli Carlo Goldonimu (1707–1793), spisovateli a dramatikovi, autorovi řady komedií zobrazujících život v tehdejších Benátkách. V 50. letech 18. století byl Longhi vyzván, aby namaloval sedm pláten zobrazujících sedm křesťanských svátostí (dnes v Pinacoteca Querini Stampalia, Benátky). V roce 1750 byl jedním ze zakladatelů benátské školy kreslení a rytectví. V této škole učil kreslení až do roku 1780. V roce 1756 s uspokojením přijal vznik Accademia di Belle Arti di Venezia, založenou Giovanni Battistou Tiepolem (1697–1770), Giovanni Battistou Pittonim (1687–1767) a Giovanni Mariou Morlaiterem (1699–1781). Mezi roky 1763 a 1766 byl i ředitelem soukromé akademie kreslení a řezbářství, kterou založila rodina Pisani. V 60. letech 18. století se Longhi zabýval také portrétní malbou, v níž mu pomáhal jeho syn Alessandro Loghi (1733–1813). V posledním desetiletí svého života přijal rembrandtovský styl malby za sobě vlastní, což se projevilo především v nadužívání nahnědlých odstínů barev. Nakonec Pietro Longhi zemřel po krátké nemoci v Benátkách 8. května 1785.

## Umělecká tvorba
Umělecký úspěch Pietra Longhiho byl založen na malbě žánrových obrazů, které se staly vyhledávaným objektem sběratelského zájmu a to především v zahraničí. Nepřekvapí proto, že Longhiho obrazy nalezneme ve všech významnějších galeriích světa, zatímco v Benátkách jeho četné obrazy vystavuje jen v Galleria dell´Accademia, Palazzo Ca´Rezonico a v Pinacoteca Querini Stampalia.
Fresky
Neúspěch Longhiho fresek v Palazzo Morosini Sagredo (dokončené 1734), zdobících tamní schodiště výjevy z příběhu o Pádu Titánů, však malíře zcela neodradily od použití této malířské techniky. Dokládají to fresky, které malíř namaloval o 10 let později pro loretánskou kapli benátského kostela San Pantaleon (1744/45).
Obrazy

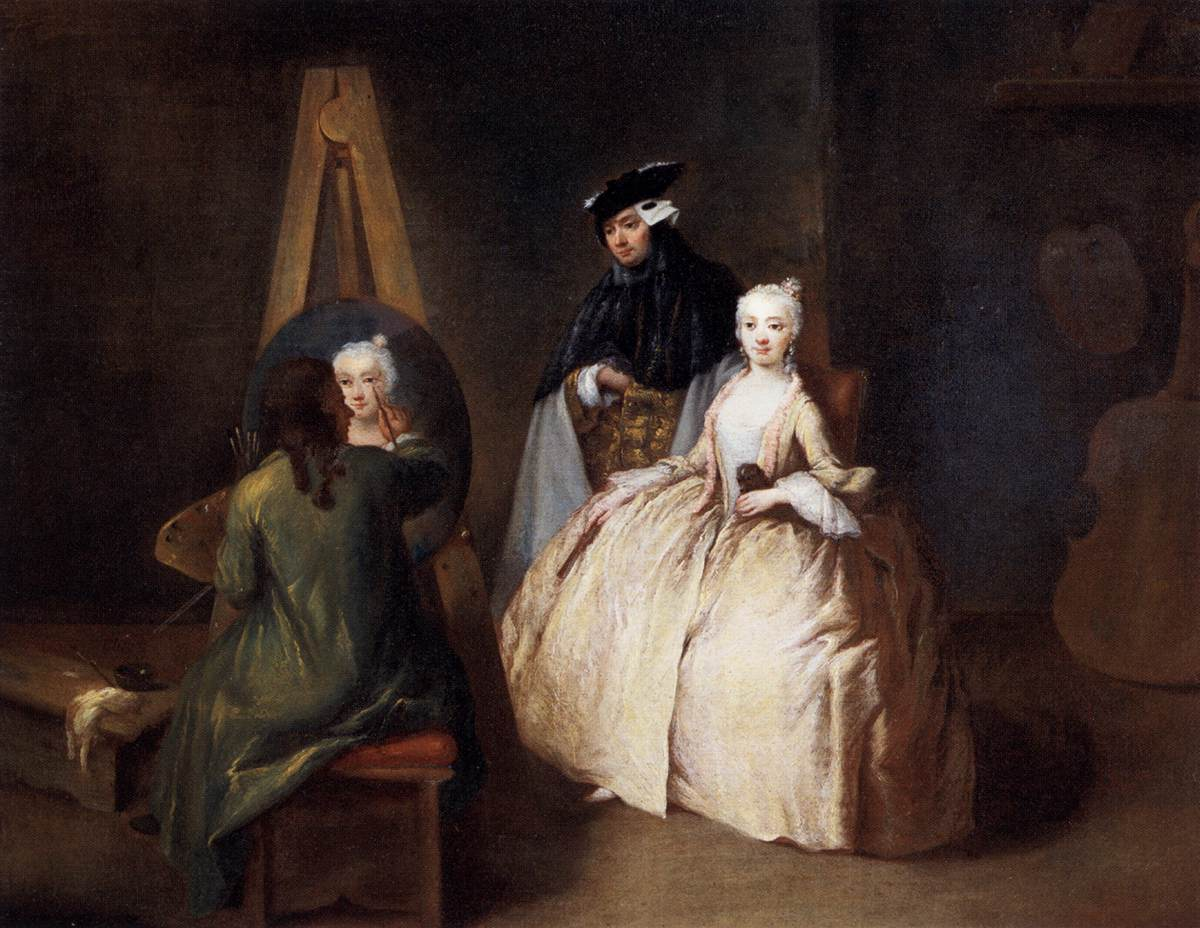
Malíř ve svém ateliéru (1740/45, Ca´Rezzonico, Benátky)

V roce 1740 se malíř přestěhoval do farnosti San Pantaleon, kde pak žil a pracoval po zbytek života.

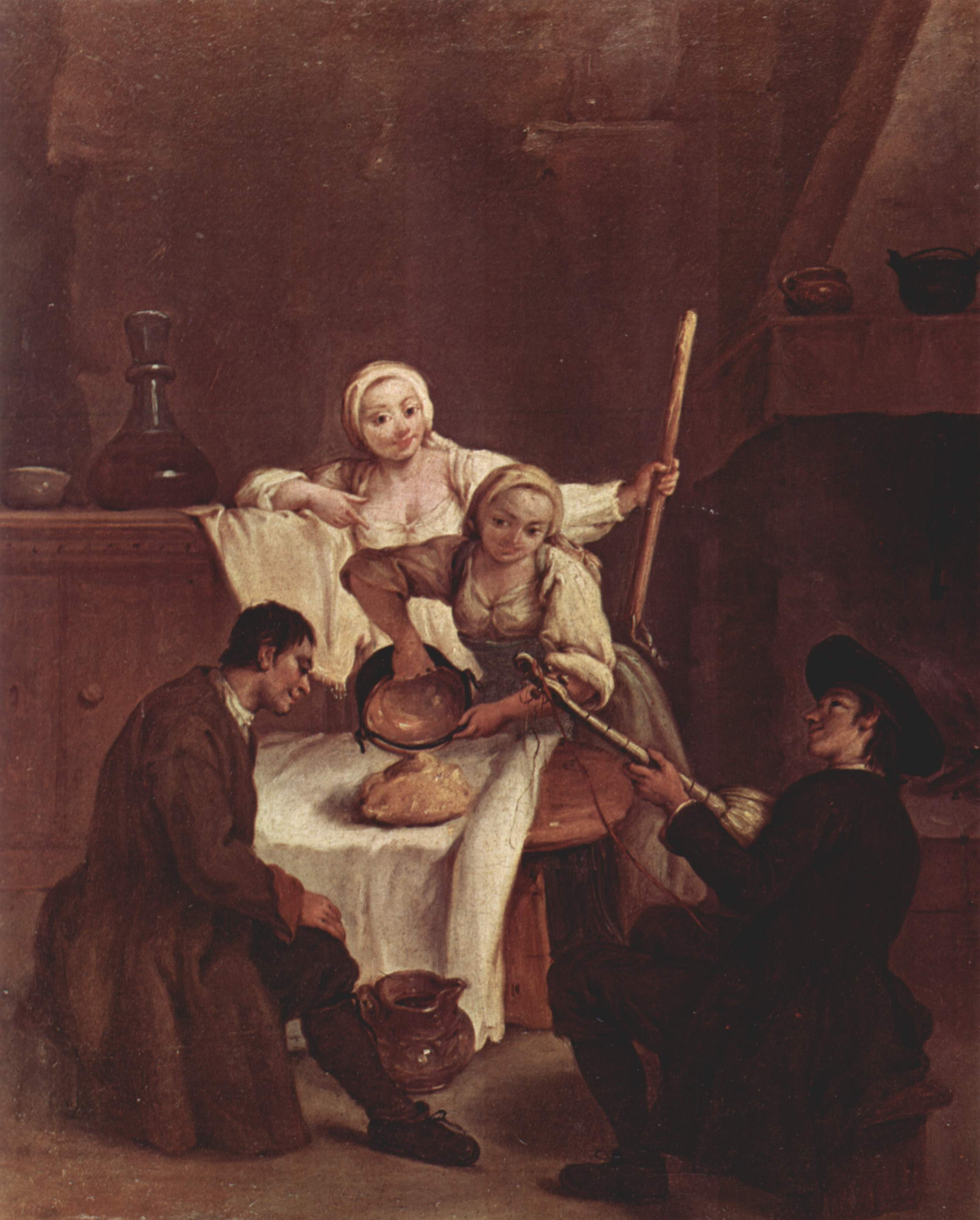
Polenta (kolem 1740, Longhiho místnost v Palazzo Ca´Rezzonico, Benátky)

Z té doby pochází i jeho obraz nazvaný Polenta (asi 1740, Ca´Rezzonico, Benátky), ve kterém nahradil dřívější izolované postavy pastýřů a selských děvčat z obrazů konce 30. let a přenesl je do vesnických interiérů. Dokládá to tento nevelký obrázek, na kterém vidíme děvče plnící talíř pohankovou nebo kukuřičnou kaší, hlavním jídlem chudých. Jídlo je servírováno nejspíše sedlákovi, kterému k dobrému zážitku z jídla hraje potulný hudebník.

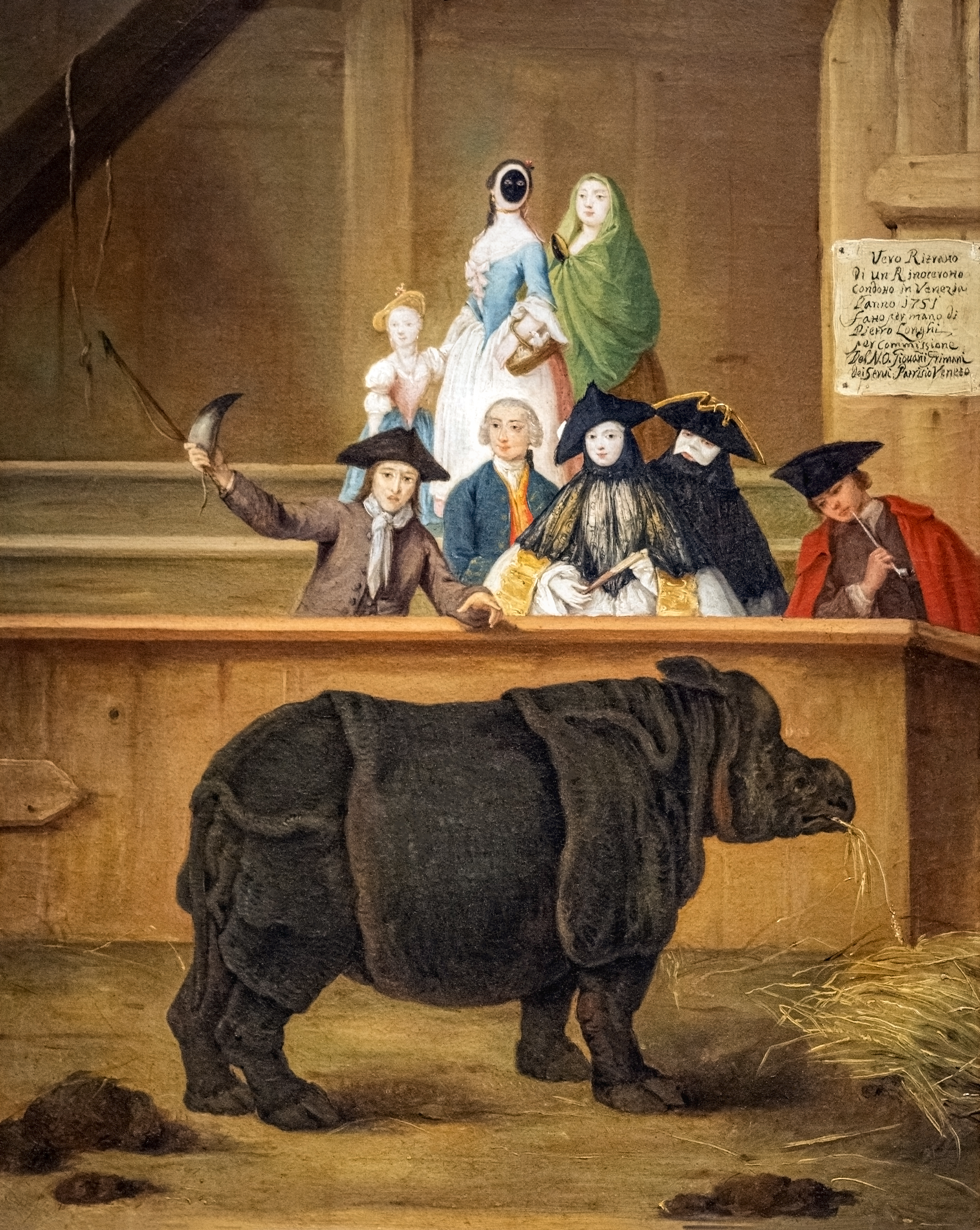
Nosorožec Clara v době benátského karnevalu (1751, Palazzo Ca´Rezzonico, Benátky)

Longhi ve svých žánrových obrazech dokumentoval i epizody ze společenského života, jak tomu bylo v případě obrazu nazvaném Nosorožec Clara v době benátského karnevalu. Nosorožce přivezl z Indie do Benátek kapitán a impresário Douwe Mout van der Meere v roce 1751. Vzbudil tím rozruch a četné diskuze. Obraz existuje ve dvou téměř identických verzích, benátské a londýnské (obě vročeny do roku 1751), přičemž ve variantě nacházející se v Palazzo Ca´Rezzonico přibylo vyobrazení dvou mužů bez karnevalových masek. V 18. století bylo nošení karnevalových masek omezeno na dobu 3 měsíců, počínaje 26. prosincem. Byla to doba, kdy chudší příslušníci benátské společnosti se po dobu karnevalu stali pány a dámami velkého světa a naopak.

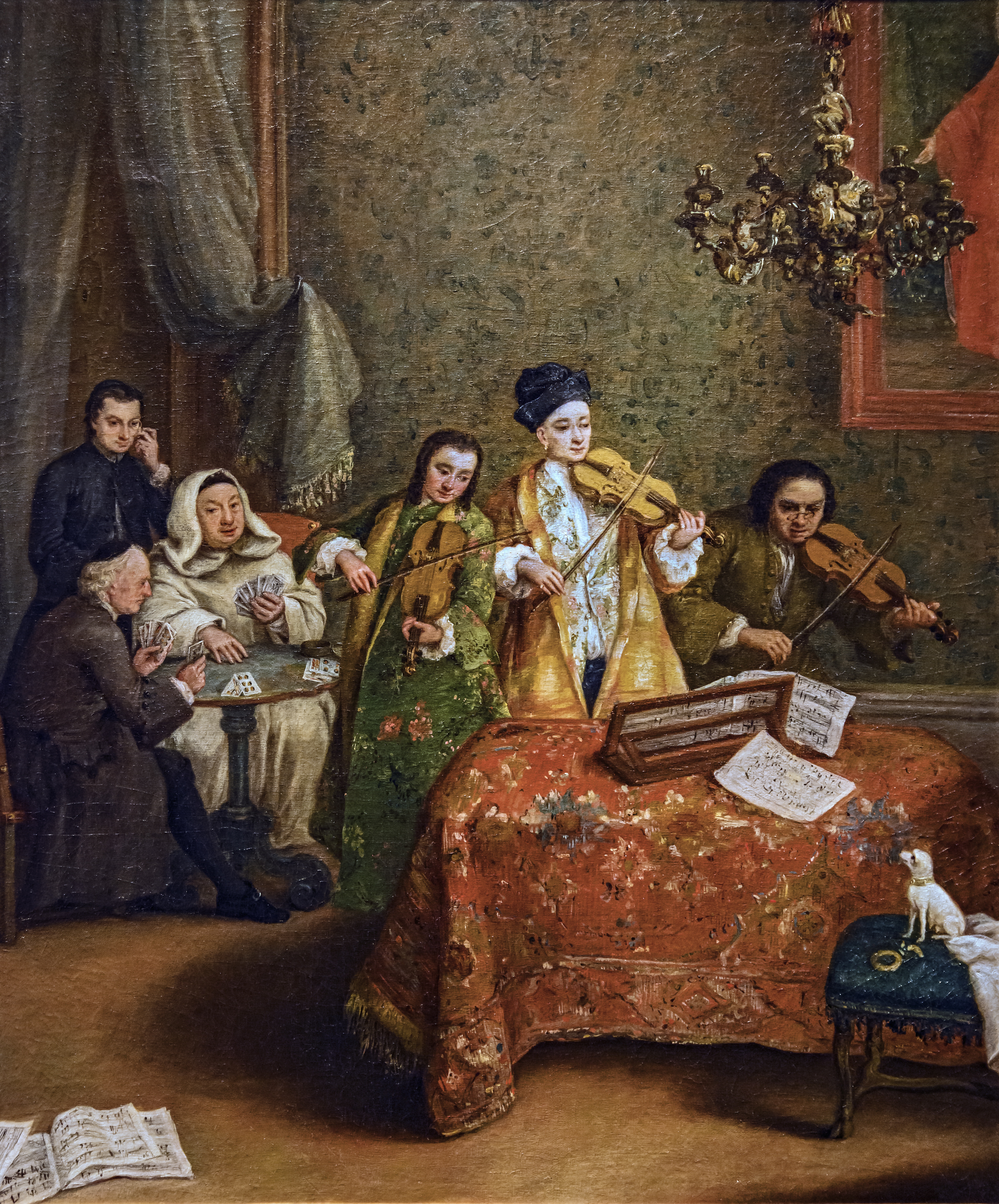
Koncert (1741/42, Galleria dell´Accademia, Benátky

Longhi jako malíř roztomilých žánrových výjevů ze života měšťanstva, šlechty, ale i duchovenstva, v obraze Koncert ukázal poněkud ironickým způsobem benátský společenský život té doby. Na tomto obraze snad jen psík poslouchá hudebníky, zatímco mnich a kněží jsou soustředěni na hru v karty. Longhi do svých obrazů vkládal postavy řeholníků a nejinak je tomu i na obraze Lékárník, i když na tomto obraze opat pouze čeká až na něho přijde řada, přičemž si prohlíží recept, který drží v ruce. Jindy však zobrazil postavu řeholníka, jak je tomu na obraze Pokušení, který nakukuje do výstřihu vedle něho stojící dámy.

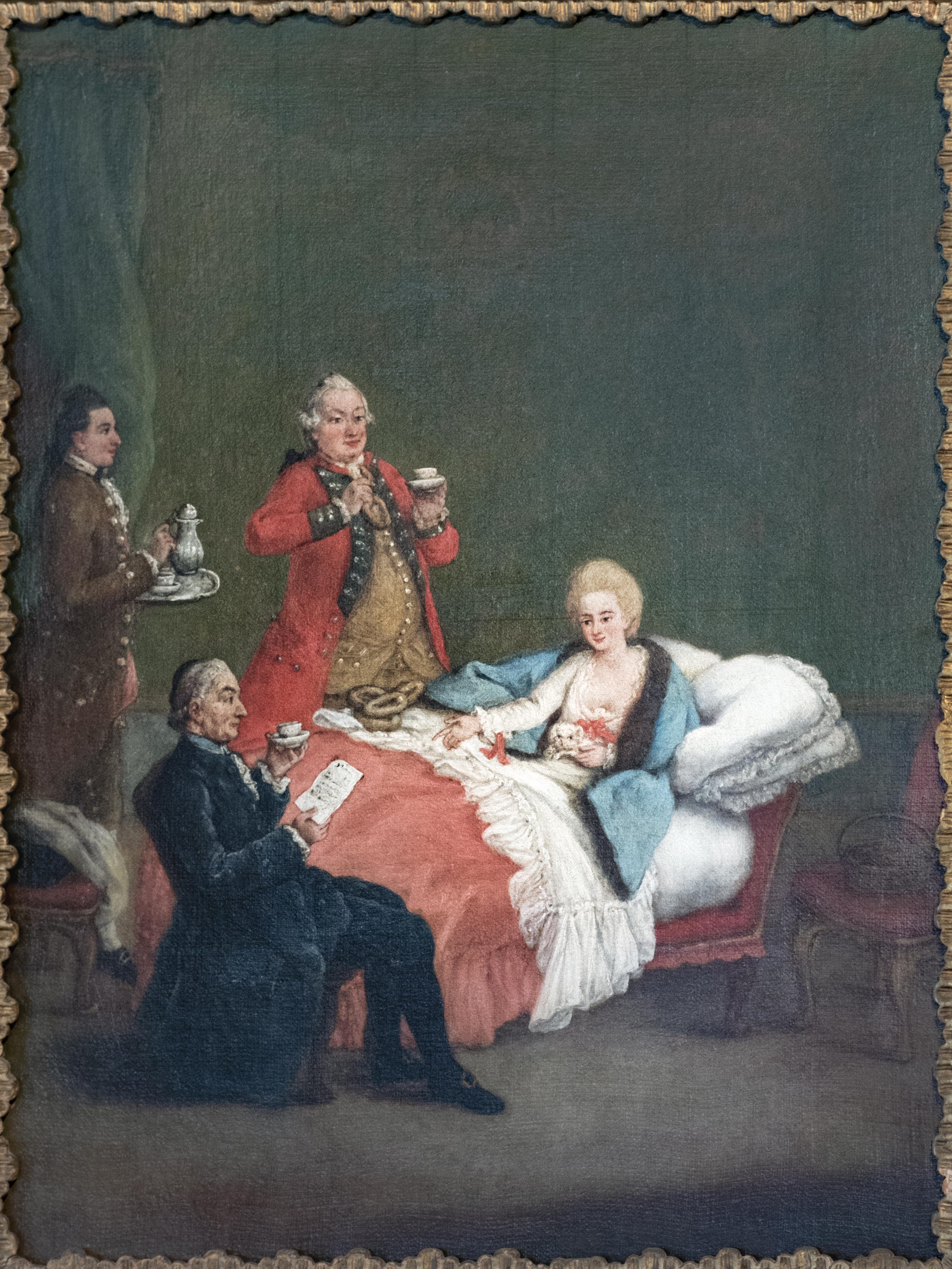
Ranní čokoláda (1775/80, Palazzo Ca´Rezzonico, Benátky)

Téměř intimní rodinnou atmosféru zachytil Longhi v obraze Ranní čokoláda, ve kterém paní domu přijímá ještě v noční košili své přátele: manžela v červených šatech a opata, který jí čte dopis. Čokoláda je nabízena služebníkem nesoucím na tácku konvici s ranním nápojem a se zdobným šálkem, zatímco benátské koblihy jsou nahromaděny na stolku u postele. Obraz byl namalován mezi roky 1775 až 1780 a nachází se v benátském Palazzo Ca´Rezzonico. Podobně malíř zobrazil rodinnou atmosféru v domě Querini na obraze Hodina zeměpisu (1750/52), kde Giovanni Carlo sedí v křesle a čte, zatímco jeho syn Andrea stojí vedle manželky Eleny Mocenigo a je soustředěn nad zemským glóbem. Na pozadí vpravo malíř zachytil postavy dvou služebných přinášejících občerstvení. Na obraze Hodina tance (1741) malíř zachytil dívku ve světlých šatech při prvních tanečních krůčcích pod vedením tanečního mistra. Všemu tomu přihlíží její matka.
Longhi se však ani později zcela nevyhýbal akademické malbě, jak to dokládá obraz Zpověď (asi 1750, Galleria degli Uffizi, Florencie) nebo vyobrazení sedmy katolických svátostí v cyklu nazvaném Sedm svátostí. Cyklus byl namalován v 50. letech 18. století pro ložnici kardinála Andrey Queriniho (v současnosti vystaven v benátské Pinacoteca Querini Stampalia). Longhi maloval také krajinné motivy a příležitostně i portréty. Jeho několik portrétů dokládá, že i v tomto oboru byl talentovaným malířem, čehož potvrzením je Portrét biskupa Andrey Benedetta Ganassoniho (1774, Palazzo Ca´Rezzonico, Benátky).
Kresby a grafické listy

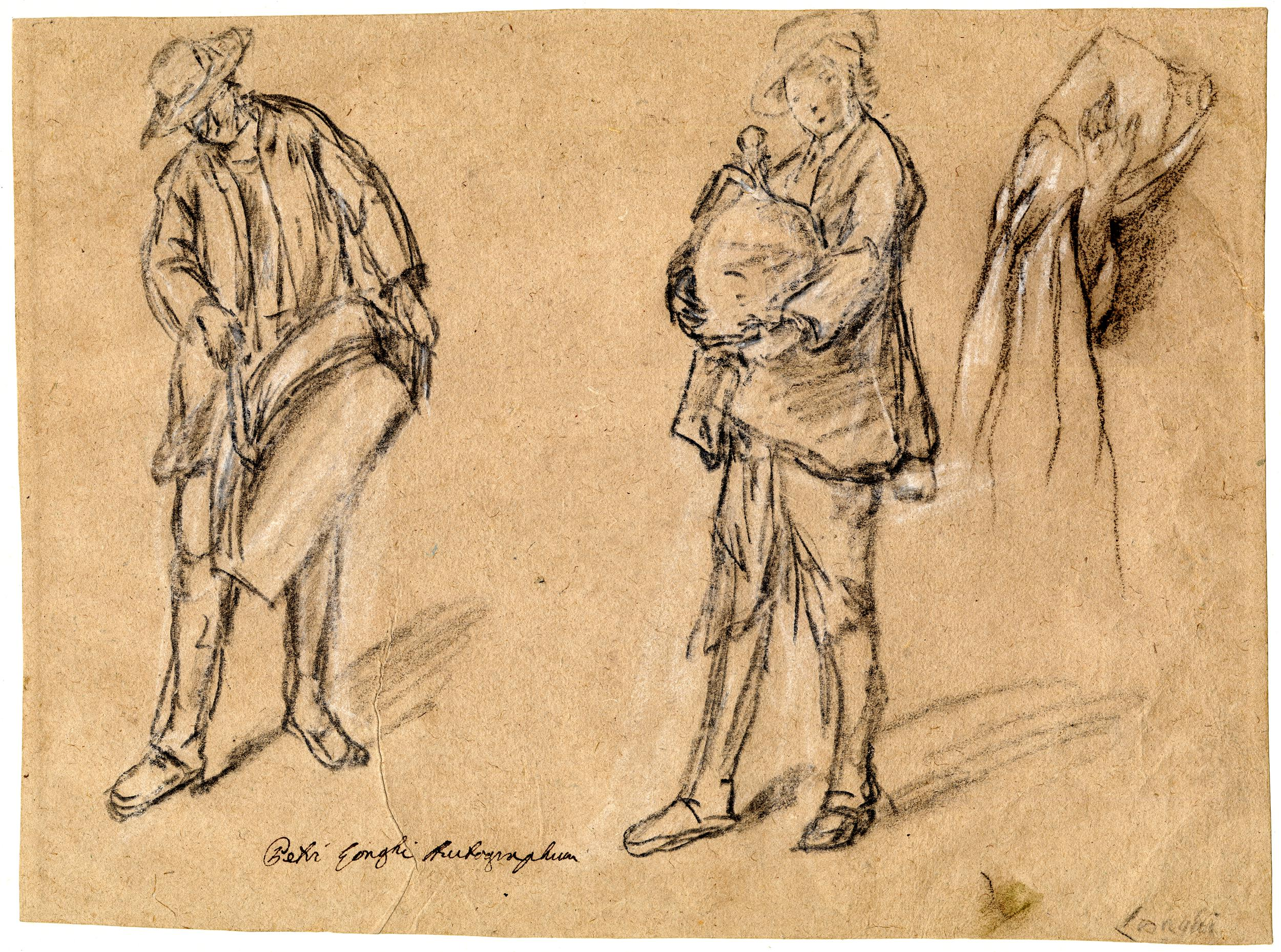
Flašinetář a mladík držící lahev; vpravo část paže s draperií (po roce 1717, Britské muzeum, Londýn)

Od roku 1763 byl Pietro Longhi ředitelem Akademie kreslení a řezbářství, a tak nepřekvapí, že namaloval nespočet kreseb. Mnohé z nich malíř maloval spíše pro vlastní potřebu než jako studie k pozdějším obrazům. Jeho kresby byly většinou namalovány černou křídou nebo tužkou zvýrazněnou bílou křídou nebo lavírováním na barevném papíře. Umělec pracoval také jako rytec, přičemž jeho grafické listy vykazují Rembrandtův vliv.
Obrazy a kresby Pietra Longhiho v českých sbírkách
Vlastnictví obrazů Pietra Longhiho v České republice neuvádí ani Národní galerie v Praze, ani Moravská galerie v Brně. Jen Muzeum Vysočiny v Třebíči uvádí, že vlastní Longhiho obraz Kázání při karnevalu v Benátkách. A nejinak je tomu i v případě Longhiho kreseb, neboť jen Moravská galerie v Brně uvádí, že ve svých sbírkách má malířovu perokresbu nazvanou Rada tří v Benátkách. Světsky pojatá kresba zachycuje muže s knihou zápisů, zatímco pod obrazem Madony se radí tři muži v parukách.

## Umělecko-historický význam díla Pietra Longhiho
Pietro Longhi je považován za nejvýznamnějšího představitele žánrové malby v Benátkách 18. století. Jeho obrazy mají význam nejen umělecký, ale i historický. Stal se tak kronikářem rokokových Benátek. Jeho tvorba byla blízká Goldoniho divadelním hrám, díky čemuž neupadl zcela v zapomenutí. Dokladem toho jsou jeho obrazy a kresby vystavené v předních světových galeriích.